# 3-HO-PCP
La 3-hidroxifenciclidina (abreviado 3-HO-PCP) es un fármaco disociativo de la clase de arilciclohexilamina relacionado con la fenciclidina (PCP) que se ha vendido en internet como droga de diseño.

## Farmacología
3-HO-PCP actúa como un antagonista no competitivo de alta afinidad del receptor NMDA a través del sitio de unión de la dizocilpina (MK-801) (Ki=30 nM). Tiene una afinidad mucho mayor que la PCP por este sitio de unión (Ki=250 nM, en comparación 8 veces mayor). El fármaco también tiene una alta afinidad por el receptor opioide μ (MOR) (K i = 39–60 nM) en sujetos de prueba con animales, el receptor opioide κ (KOR) (Ki=140 nM), y el receptor sigma σ1 (Ki=42 Nm; CI<sub id="mwOQ">50</sub> = 19nM), mientras que tiene poca afinidad por el receptor opioide δ (Ki=2300 nM). La alta afinidad del 3-HO-PCP por los receptores opioides es única entre las arilciclohexilaminas y contrasta con la PCP, que tiene una afinidad muy baja por el MOR (Ki=11 000–26 000 Nm; diferencia de 282 a 433 veces mayor) y otros receptores opioides (Ki=4,100 nM para el KOR y 73.000 nM para el DOR).
Aunque se planteó la hipótesis de que el 3-HO-PCP podría ser un metabolito del PCP en humanos, no hay pruebas de que tal sea el caso.

## Química
EL 3-HO-PCP pertenece a la familia de las arilciclohexilaminas. Los análogos cercanos del 3-HO-PCP incluyen PCP, 3-MeO-PCP, 4-MeO-PCP, 3-MeO-PCMo y análogos algo más distantes como la ketamina, metoxiketamina, 3-MeO-PCE, metoxetamina y dimetamina.

## Cultura y sociedad

### Estado legal
El 18 de octubre de 2012, el Consejo Asesor sobre el Uso Indebido de Drogas en el Reino Unido publicó un informe sobre la metoxetamina, diciendo que los daños causados por la metoxetamina son proporcionales a la Clase B de la Ley de Uso Indebido de Drogas (1971), a pesar de que la ley no clasifica dichas drogas según el daño que puedan causar. El informe sugirió que todos los análogos de la metoxetamina también deberían convertirse en medicamentos de clase B y sugirió una cláusula general que cubriera tanto las arilciclohexaminas existentes como las no investigadas, incluida la 3-HO-PCP.
El 3-HO-PCP está prohibido en Suecia y Suiza.